# Heinz-Joachim Draeger
Heinz-Joachim Draeger (* 4. Oktober 1935; † 4. September 2017) war ein deutscher Kunstpädagoge, Buchautor und Illustrator.
Von 1963 bis zu seiner Pensionierung 1997 unterrichtete er am Johanneum zu Lübeck die Fächer Deutsch und Kunst. Nebenher arbeitete er als freischaffender Autor und Illustrator; sein erstes Buch Die Torstraße. Häuser erzählen Geschichte erschien 1977 und wird als Bilderbuch-Klassiker bis heute immer wieder neu aufgelegt. Draegers zahlreiche Werke – „Von Koggen und Kaufleuten“, „Lübeck anschaulich“, „Hamburg anschaulich“ usw. – sind für ihren Detailreichtum und ihren humorvollen Blick auf historische Begebenheiten bekannt. Einige seiner Stadt- und Architekturmotive dienten auch als Vorlage für Bastelbögen, Adventskalender oder historische Puzzles, die von der Deutschen Stiftung Denkmalschutz vertrieben werden. In seinem letzten Werk – Ich, Christian Buddenbrook. Skizzen eines Lübecker Kaufmannssohns – setzte sich Draeger auf satirische Weise mit Thomas Manns berühmtem Schlüsselroman Buddenbrooks vor dem Hintergrund der realen Familiengeschichte, dem Protagonisten Friedrich Mann selbst und der Lübecker Stadtgeschichte auseinander.

## Werke (Auswahl)
- Die Torstrasse. Häuser erzählen Geschichte, Atlantis-Verlag Freiburg i. Br. 1977 (Zusammenfassung und Bilder beim Architekturforum Augsburg)
- Von Koggen und Kaufleuten. Eine Hansestadt im Mittelalter, Convent-Verlag Hamburg 2000 (unveränderte Neuausgabe: Boyens-Verlag Heide 2018)
- Lübeck anschaulich. Geschichte erleben in einer alten Stadt, Convent-Verlag Hamburg 2003
- Die Sage von der Lüneburger Salzsau. Nacherzählt in Wort und Bild, Rahden/Westf. 2013
- Ich, Christian Buddenbrook. Skizzen eines Lübecker Kaufmannssohns, Boyens-Verlag Heide 2017